# Tinnoset

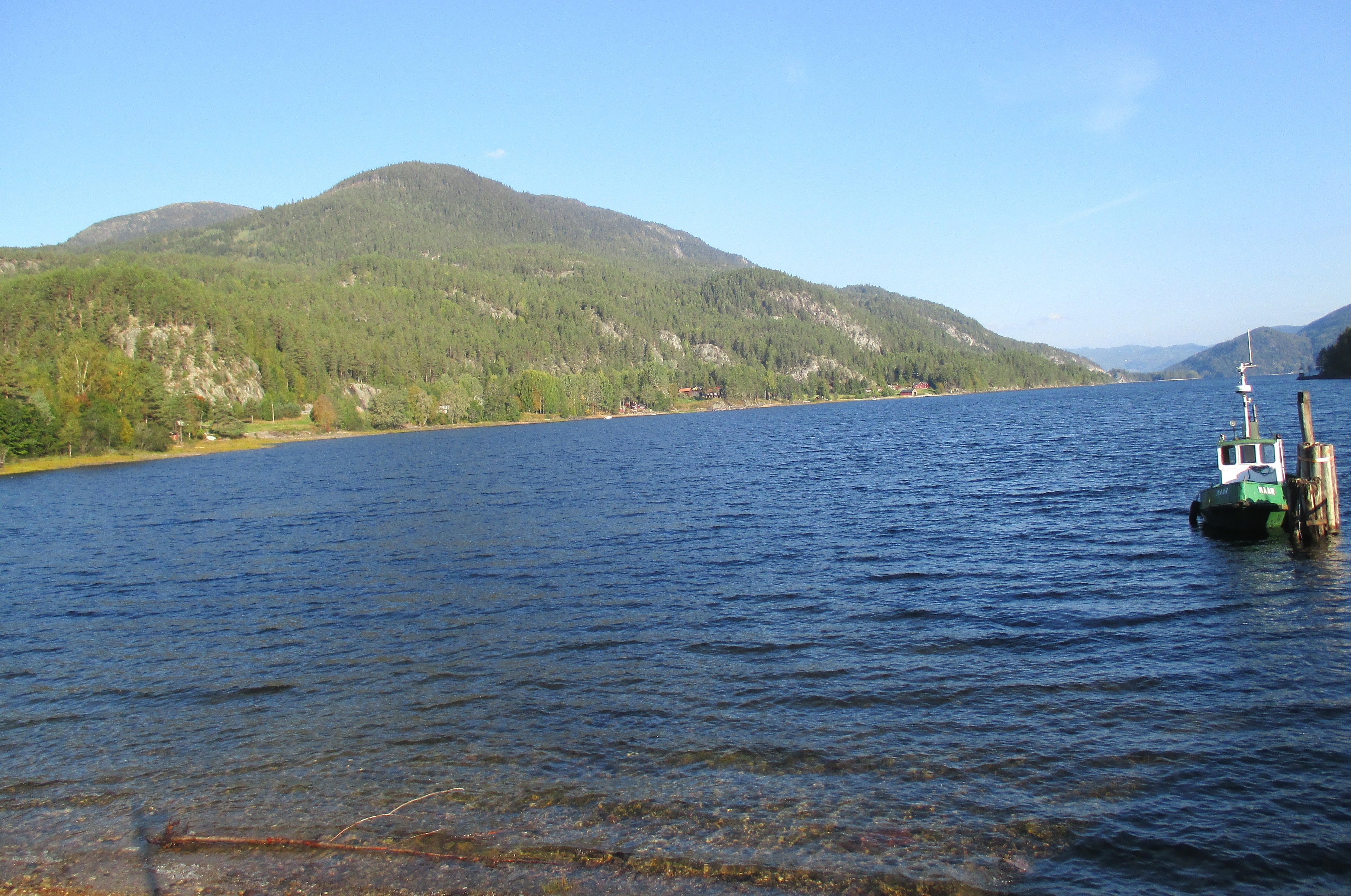
Tinnoset vu depuis le lac Tinnsjø

Tinnoset est un village norvégien appartenant à la commune de Notodden dans le Comté de Telemark. Le village est situé au sud du lac Tinnsjø.

## Population
La population du village est en déclin, en particulier depuis que la gare ferroviaire n'est plus desservie par la ligne de Tinnoset. 
| Année      | 2000 | 2005 | 2010 | 2015 |
| Population | 149  | 134  | 119  | 112  |

## Gare de Tinnoset
La gare de Tinnoset est une ancienne gare ferroviaire norvégienne. Ouverte le 9 août 1909, elle était le terminus de la ligne de Tinnoset jusqu'en 1991. 

### Situation ferroviaire
La gare de Tinnoset, outre le fait d'être le terminus de la ligne éponyme, était également le point de départ de la Tinnsjø jernbaneferge. Tinnoset étant sur la rive du lac Tinnsjø, un ferry transportait personnes et train jusqu'à Mæl où commençait la ligne ferroviaire, aujourd'hui intégralement fermée de Rjukan.

### Histoire
La gare a été habitée jusqu'en 1988. Le 1er janvier 1991, la gare est fermée au trafic passager ; le 5 juillet de la même année, la ligne de Tinnoset est fermée.

### Galerie

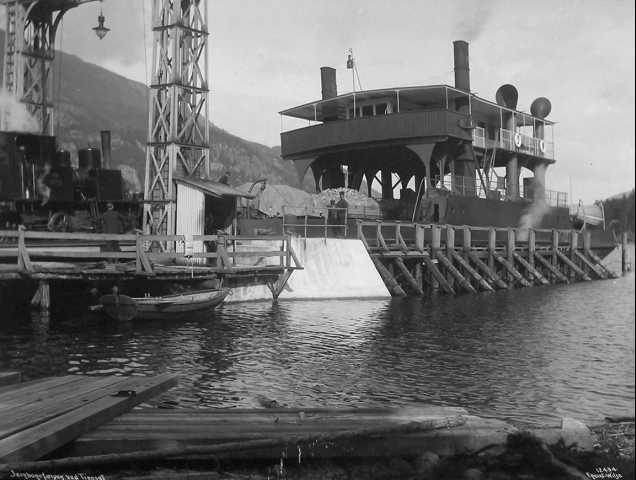
Un train en charge sur le ferry (1909)
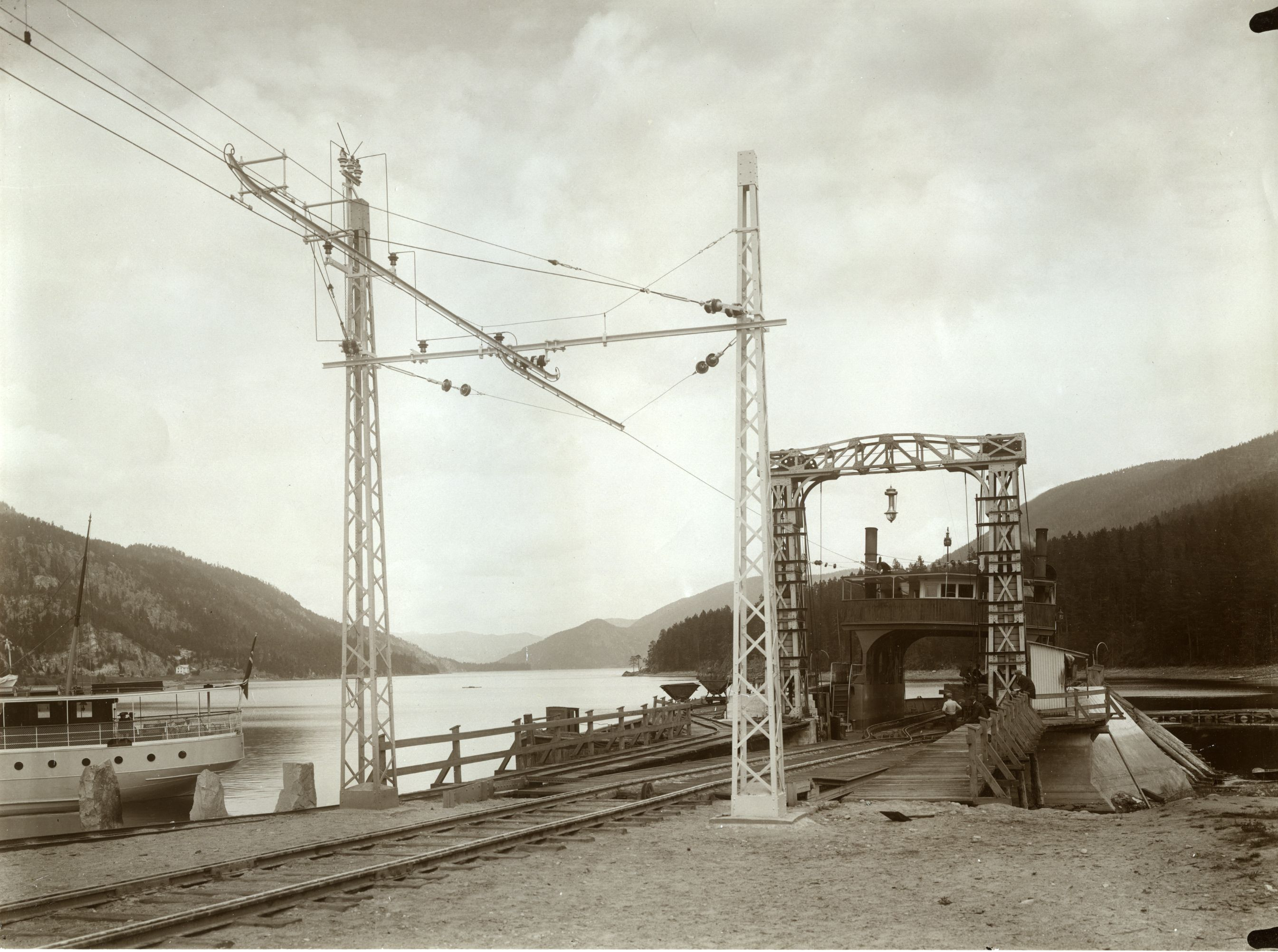
Le port ferroviaire (1911)
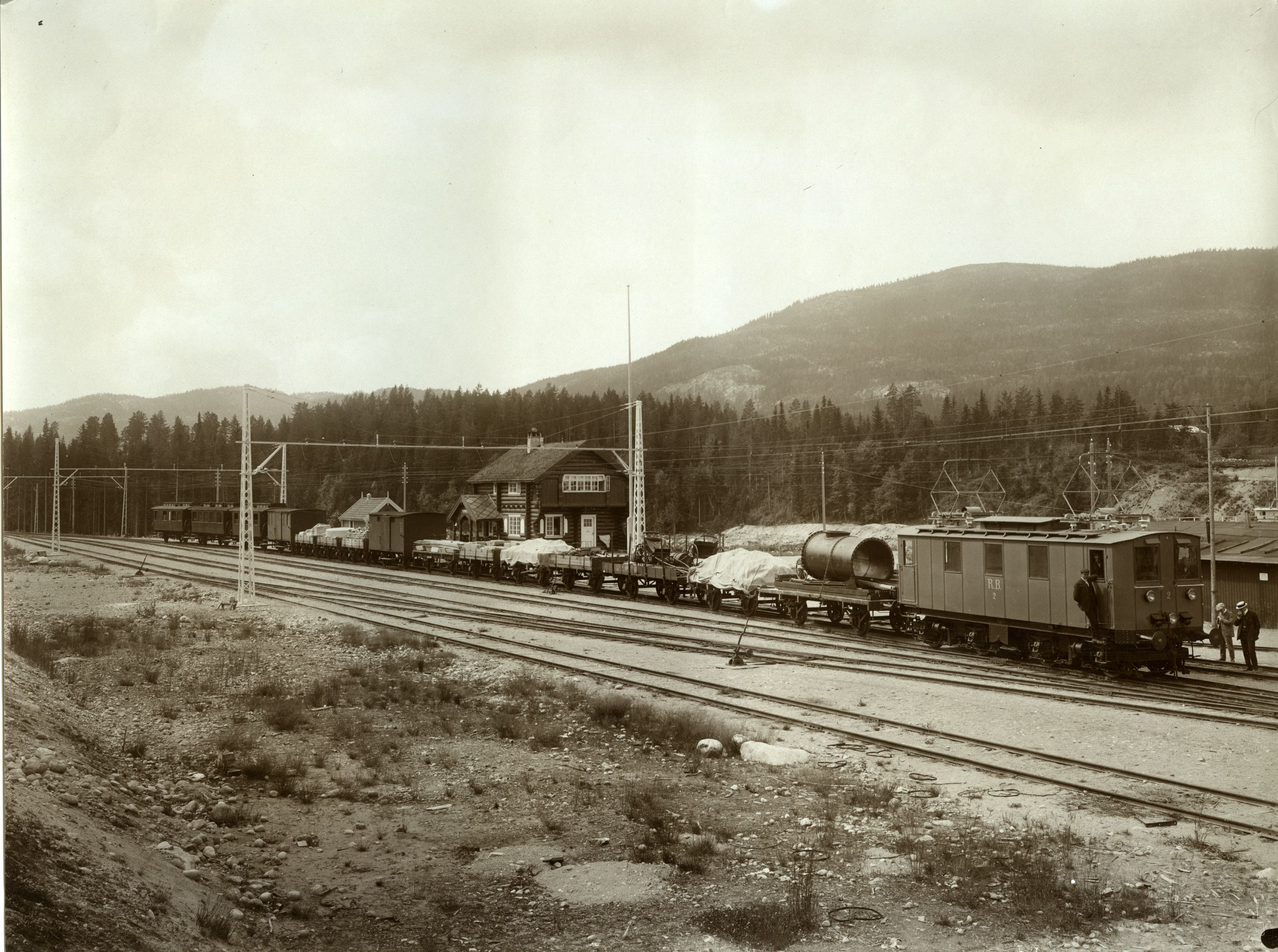
Un train en gare (1911)